# عضوية فلسطين في المنظمات الدولية
عضوية فلسطين في المنظمات الدولية

## المنظمات الحكومية الدولية
| المنظمة                                                              | تاريخ               | الصفة              |
| -------------------------------------------------------------------- | ------------------- | ------------------ |
| الأمم المتحدة                                                        |                     | دولة مراقب غير عضو |
| المحكمة الجنائية الدولية                                             | 1 أبريل 2015        | عضو                |
| المحكمة الدائمة لفض النزاعات                                         | 29 ديسمبر 2015      |                    |
| لجنة الأمم المتحدة الاقتصادية والاجتماعية لغرب آسيا                  |                     |                    |
| يونيسكو                                                              | 31 تشرين الأول 2011 | عضو                |
| منظمة السياحة العالمية                                               |                     | عضو مراقب          |
| يونيدو                                                               |                     |                    |
| الإسكوا                                                              |                     | عضو                |
| الأونكتاد                                                            |                     |                    |
| مؤتمر الدول الأطراف لاتفاقية الأمم المتحدة الاطارية بشأن تغير المناخ |                     |                    |
| منظمة حظر الأسلحة الكيميائية                                         | 17 مايو 2018        | عضو                |
| منظمة التعاون الإسلامي                                               | 1969                | عضو                |
| حركة عدم الانحياز                                                    |                     |                    |
| جامعة الدول العربية                                                  | 9/9/1976            | عضو                |
| مجموعة 77 + الصين                                                    |                     |                    |
| المجلس الدولي للزيتون                                                |                     |                    |
| محكمة التحكيم الدائمة                                                |                     |                    |
| المحكمة الدولية لقانون البحار                                        |                     |                    |
| منظمة الجمارك العالمية                                               |                     | عضو                |
| المنظمة الدولية للحماية المدنية والدفاع المدني                       |                     | عضو                |
| مركز الجنوب                                                          |                     |                    |
| المنظمة الدولية للمؤسسات العليا للرقابة المالية                      |                     | [ 10 ] [ 11 ]      |
| منظمة الشرطة الجنائية الدولية                                        |                     | عضو                |
| المحكمة الجنائية الدولية                                             |                     | عضو                |
| السلطة الدولية لقاع البحار                                           |                     |                    |
| الاتحاد الإفريقي                                                     |                     | عضو مراقب          |
| المنظمة العالمية للأرصاد الجوية                                      |                     | عضو مراقب          |
| المنظمة العالمية للملكية الفكرية                                     | 2005                | عضو مراقب          |
| اتحاد البريد الدولي                                                  |                     | عضو مراقب          |
| منظمة الأمم المتحدة للتنمية الصناعية                                 |                     | عضو مراقب          |
| اتحاد الاتصالات الدولي                                               |                     | عضو مراقب          |